# فانثالي
فانثالي (بالإنجليزية: Vanthali)‏ هي بلدة تقع في الهند في غوجارات. يقدر عدد سكانها بـ 15,861 نسمة .